# Championnat de Jamaïque de football 2001-2002
Navigation
Saison précédente Saison suivante
La saison 2001-2002 du Championnat de Jamaïque de football est la vingt-huitième édition de la première division en Jamaïque, la National Premier League. Elle rassemble les dix meilleurs clubs du pays au sein d'une poule unique où ils s'affrontent lors de trois phases. En fin de saison, afin de permettre l'élargissement du championnat de 10 à 12 équipes, les deux derniers du classement jouent un barrage de promotion-relégation face aux meilleurs clubs de deuxième division.
C'est le club d'Arnett Gardens FC, tenant du titre, qui remporte à nouveau le championnat cette saison après avoir battu Hazard United en finale. C’est le troisième titre de champion de Jamaïque de l’histoire du club.

## Les clubs participants
| - Harbour View FC - Tivoli Gardens FC - Waterhouse FC - Constant Spring - Arnett Gardens FC | - Hazard United - Reno FC - Wadadah FC - Village United FC - Promu de D2 - Duhaney Park - Promu de D2 |

## Compétition
Le barème de points servant à établir le classement se décompose ainsi :
- Victoire : 3 points
- Match nul : 1 point
- Défaite : 0 point

### Phase régulière
| Rang | Équipe             | Pts | J  | G  | N  | P  | Bp | Bc | Diff |
| ---- | ------------------ | --- | -- | -- | -- | -- | -- | -- | ---- |
| 1    | Hazard United      | 50  | 28 | 13 | 11 | 4  | 36 | 22 | +14  |
| 2    | Arnett Gardens FCT | 47  | 28 | 11 | 11 | 6  | 31 | 20 | +11  |
| 3    | Harbour ViewC      | 46  | 28 | 12 | 7  | 9  | 44 | 29 | +15  |
| 4    | Tivoli Gardens FC  | 44  | 28 | 11 | 10 | 7  | 45 | 28 | +17  |
| 5    | Waterhouse FC      | 44  | 28 | 11 | 11 | 6  | 26 | 21 | +5   |
| 6    | Village United FCP | 42  | 28 | 12 | 6  | 10 | 33 | 25 | +8   |
| 7    | Constant Spring    | 41  | 28 | 10 | 10 | 8  | 35 | 39 | -4   |
| 8    | Wadadah FC         | 36  | 28 | 9  | 9  | 10 | 33 | 41 | -8   |
| 9    | Reno FC            | 26  | 28 | 6  | 8  | 14 | 27 | 39 | -12  |
| 10   | Duhaney ParkP      | 9   | 28 | 2  | 3  | 23 | 13 | 59 | -46  |

|  | Qualification pour la phase finale pour le titre                          |
|  | Participation aux barrages de promotion-relégation                        |
|  | T : Tenant du titre C : Vainqueur de la Coupe de Jamaïque P : Promu de D2 |

### Phase finale

#### Demi-finales
| Équipe 1          | Résultat | Équipe 2          | Aller | Retour   |
| ----------------- | -------- | ----------------- | ----- | -------- |
| Tivoli Gardens FC | 0 - 1    | Hazard United     | 0 - 0 | 0 - 1 ap |
| Harbour View      | 4 - 5    | Arnett Gardens FC | 2 - 1 | 2 - 4    |

#### Finale
| Équipe 1          | Résultat | Équipe 2      | Aller | Retour |
| ----------------- | -------- | ------------- | ----- | ------ |
| Arnett Gardens FC | 3 - 2    | Hazard United | 1 - 1 | 2 - 1  |

## Bilan de la saison
| Championnat de Jamaïque de football 2001-2002                        |                              |
| Champion                                                             | Arnett Gardens FC (3e titre) |
| Coupes et trophées                                                   |                              |
| Vainqueur de la Coupe de Jamaïque 2001-2002                          | Harbour View                 |
| Qualifications continentales                                         |                              |
| CFU Club Championship 2003                                           | Arnett Gardens FC            |
| CFU Club Championship 2003                                           | Harbour View                 |
| Promotions et relégations                                            |                              |
| Promus en Jamaïque League                                            | Seba United                  |
| Promus en Jamaïque League                                            | Bull Bay FC                  |
| Promus en Jamaïque League                                            | Rivoli United                |
| Relégués en Championnat de Jamaïque de football de deuxième division | Duhaney Park                 |